# Clube do Remo
Clube do Remo is een Braziliaanse voetbalclub uit Belém in de staat Pará. De club werd opgericht in 1905.

## Geschiedenis
De club werd opgericht in 1905 als Grupo do Remo na meningsverschillen tussen leden van Sport Club do Pará, aanvankelijk was het een roeiclub. Later kreeg de club ook een voetbalafdeling en in 1913 nam de club voor het eerst deel aan de staatscompetitie, waaraan wel enkel teams uit Belém deelnamen. De club werd meteen kampioen. Ook het volgende seizoen werd de club kampioen en dat jaar werd ook de naam gewijzigd in Clube do Remo. De club won tot 1919 de titel. In 1920 doorbrak Paysandu de hegemonie van de club en werd vier keer op rij kampioen. Beide clubs zouden de competitie gaan beheersen. Later kwam er ook nog Tuna Luso bij, maar het duurde tot 2011 vooraleer een club van buiten Belém staatskampioen kon worden. In 2020 kon de club na dertien jaar terug promotie afdwingen naar de Série B. De club degradeerde onmiddellijk weer, maar kon in 2024 wel opnieuw promotie afdwingen.

## Erelijst
Campeonato Paraense
1913, 1914, 1915, 1916, 1917, 1918, 1919, 1924, 1925, 1926, 1930, 1933, 1936, 1940, 1949, 1950, 1952, 1953,1954, 1960, 1964, 1968, 1973, 1974, 1975, 1977, 1978, 1979, 1986, 1989, 1990, 1991, 1993, 1994, 1995, 1996, 1997, 1999, 2003, 2004, 2007, 2008, 2014, 2015, 2018, 2019, 2022